# هابرووکا
هابرووکا (به چکی: Habrůvka) یک منطقهٔ مسکونی در جمهوری چک است که در ناحیه بلانسکو واقع شده‌است. هابرووکا ۹٫۹۵ کیلومتر مربع مساحت و ۳۳۶ نفر جمعیت دارد و ۴۹۰ متر بالاتر از سطح دریا واقع شده‌است.